# Emil Racoviță

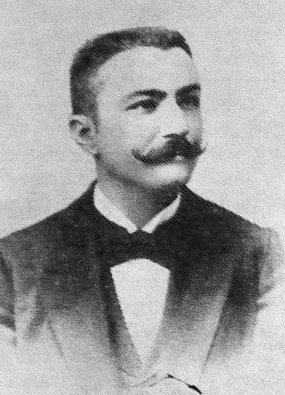
Emil Racoviță

Emil Racoviță (ur. 15 listopada 1868 w Jassach, zm. 17 listopada 1947 w Klużu-Napoce) – światowej sławy rumuński zoolog i speleolog, prekursor biospeleologii, badacz Antarktyki.

## Życiorys
Emil Racoviță pochodził z rumuńskiego rodu bojarskiego Racoviță. Zdał maturę w Jassach i podjął studia prawnicze na Sorbonie. Podczas studiów zainteresował się oceanografią i prowadził badania fauny morskiej w laboratorium w Banyuls-sur-Mer. W 1896 obronił napisany pod kierunkiem profesora Henri de Lacaze-Duthiers doktorat z nauk przyrodniczych.
W 1897 został członkiem naukowej ekspedycji antarktycznej na statku Belgica (m.in. wraz z Roaldem Amundsenem oraz polskimi badaczami Henrykiem Arctowskim i Antonim Dobrowolskim). Podczas trwającej do 1899 wyprawy (podczas której przeprowadzono pierwsze zimowanie w Antarktyce) prowadził intensywne badania naukowe nad fauną oceaniczną.
Po powrocie z wyprawy nadal pracował w Banyuls – został następcą prof. de Lacaze-Duthiers w kierownictwie laboratorium. Wkrótce potem jednak badania oceanograficzne zaczęły ustępować nowemu zainteresowaniu fauną jaskiń (począwszy od 1904, gdy odwiedził jaskinie na Majorce). W 1907 opublikował pracę Essai sur les problemes biospeologiques, uważaną za pierwszy wykład biospeleologii (nauki o faunie jaskiń), której Racoviță się poświęcił.
W 1920 powrócił do Rumunii i objął katedrę zoologii na Uniwersytecie w Klużu, gdzie utworzył pierwszy na świecie Instytut Speleologii. W latach 1922–1926 był senatorem. W latach 1926–1929 przewodniczył rumuńskiej Akademii Nauk. W latach 1929–1930 był rektorem uniwersytetu w Klużu. Publikował bardzo liczne prace, zwłaszcza o tematyce biospeleologicznej. Był członkiem licznych stowarzyszeń naukowych i redagował pisma naukowe. Stał na czele Instytutu Speleologii aż do śmierci w 1947.
Jego imię noszą m.in. założony przez niego Instytut Speleologii, pierwsza rumuńska antarktyczna stacja badawcza i jaskinia w Rumunii.

## Literatura
- G. Serpoinau, V. Malciu: The Pioneers of Oceanographic Research in Romania. W: Oceanographic History: the Pacific and Beyond. Keith R. Benson, Philip F. Rehbock (red.). Seattle/London: University of Washington Press, 2002, s. 272–273. ISBN 0-295-98239-X. [dostęp 2009-10-24]. (ang.).